# Cúp bóng chuyền nữ thế giới
Cúp bóng chuyền nữ thế giới là một giải thi đấu bóng chuyền nữ quốc tế giữa các đội tuyển là thành viên của Liên đoàn bóng chuyền quốc tế (FIVB), cơ quan quản lý bóng chuyền toàn cầu. Ban đầu, giải đấu được tổ chức một năm sau Thế vận hội Mùa hè, nhưng kể từ năm 1991, giải thi đấu được chuyển sang thi đấu ở trước Thế vận hội Mùa hè 1 năm. Nhà vô địch hiện tại của giải đấu là đội tuyển Trung Quốc vào năm 2015 - đây là lần thứ 4 đội tuyển này lên ngôi vô địch. 
Thể thức thi đấu hiện tại của giải đấu gồm 12 đội tuyển, bao gồm quốc gia chủ nhà Nhật Bản, thi đấu tại các địa điểm do nước chủ nhà chuẩn bị trong khoảng thời gian 2 tuần. Giải FIVB World Cup là vòng loại thứ nhất của Thế vận hội với tiêu chuẩn dành cho 2 đội đứng đầu.
Trong 12 lần được tổ chức trước đây, đã có 5 đội tuyển quốc gia khác nhau bước lên ngôi vị cao nhất. Trung quốc và Cuba là 2 đội tuyển có nhiều chức vô địch nhất, mỗi đội 4 lần. 3 đội tuyển khác từng lên ngôi vô địch là: Ý với 2 danh hiệu, và Nhật Bản, và Nga (với tư cách đội tuyển Liên Xô), mỗi đội tuyển 1 lần.

## Lịch sử